# Mon rêve pour Noël
Mon rêve pour Noël (Die Weihnachtswette) est un téléfilm allemand réalisé par Christian von Castelberg (de) et diffusé en 2007.

## Fiche technique
- Scénario : Hans Ullrich Krause
- Durée : 90 min
- Pays :  Allemagne

## Distribution
- Ann-Kathrin Kramer : Bettina
- Kai-Peter Malina (de) : Bonzo
- Gabriela Maria Schmeide : Julia
- Oliver Breite : Robert
- Katja Gaub
- Willi Gerk : Leo
- Harald Glitz : Klaus
- Lisa Höfling : Hanni
- Petra Kelling
- Mischa Knobloch : Robby
- Oliver Kraatz
- Peter Kurth : Hagenberg
- Robert Lohr : Ingo
- Thorsten Metten : Reinhold
- Silja Rempel
- Gudrun Ritter : Magda Gartenfeld
- Hannah Scheibe
- Michael Schenk : Dirk
- Christine Schorn : Chef de clinique
- Michael Sideris
- Ilka Teichmüller : Sœur Doris
- Max Urlacher : Stoffbeck
- Andreas Windhuis